# Josef Rainer (Politiker, 1861)
Josef Rainer senior (* 7. Jänner 1861 in Maria Alm am Steinernen Meer, Kaisertum Österreich; † 22. Jänner 1941 in Saalbach, Österreich) war ein österreichischer Politiker (CS). Sein Sohn Josef Rainer junior (1887–1977) war in den 1940er Jahren bis 1959 Bürgermeister der Gemeinde Saalbach, sowie Autounternehmer und Gesellschafter der am 17. September 1945 gegründeten Skiliftgesellschaft Saalbach.

## Leben und Karriere
Josef Rainer senior wurde am 7. Jänner 1861 in Maria Alm am Steinernen Meer geboren und besuchte die Volksschule im Nachbarort Saalfelden. 1880 arbeitete er unter anderem als Holzknecht in Saalbach, ehe er von 1881 bis 1884 seinen Militärdienst ableistete. In weiterer Folge war er von 1884 bis 1894 weiterhin als Knecht in Saalbach tätig, ehe er 1894 zum Gemeindesekretär von Saalbach wurde und diese Funktion bis ins Jahr 1926 über einen Zeitraum von 32 Jahren ausübte. Während dieser Zeit gehörte er von 1909 bis 1927 dem Salzburger Landtag an und hatte während dieses Zeitraumes diverse Positionen inne. So gehörte er unter anderem von 1909 bis 1918 dem vordemokratischen Landtag als Abgeordneter der IV. Wählerklasse (Pinzgauer Landgemeinden) und von 1918 bis 1919 der Provisorischen Landesversammlung an. Von 1919 bis 1922 gehörte er dem Konstituierenden Landtag und von 1922 und 1927 dem Landtag an. Zwischen 1921 und 1927 trat er auch als zweiter Landtagspräsident-Stellvertreter in Erscheinung und war somit Dritter Landtagspräsident Salzburgs. Von seiner Heimatgemeinde Saalbach wurde ihm im Jahre 1912 die Ehrenbürgerschaft verliehen. Etwas mehr als drei Jahrzehnte später wurde sein 1887 geborener Sohn Josef Rainer junior Bürgermeister des Ortes und füllte dieses Amt bis 1959 aus. Josef Rainer senior starb am 22. Jänner 1941 rund zwei Wochen nach seinem 80. Geburtstag in Saalbach.

## Ehrungen
- Ehrenbürger von Saalbach: 1912